# Tjasker Warga
De Tjasker Warga is een poldermolen ten noordoosten van het Friese dorp Warga, dat in de Nederlandse gemeente Leeuwarden ligt. Deze maalvaardige paaltjasker werd in 1997 gebouwd en is eigendom van een particulier. De molen is een gemeentelijk monument.